# Měrćin Nowak-Njechorński
Měrćin Nowak-Njechorński (wym. [miɪrtɕin nɔvak nʲekʰorɲski]; ur. 13 czerwca 1900 w Njechorniu jako Martin Sodan, zm. 6 lipca 1990 tamże). Był serbołużyckim malarzem, pisarzem i działaczem narodowym. 
Studiował w Lipsku, Dreźnie oraz Pradze i w latach 1927–1929 na Akademii Sztuk Pięknych w Warszawie. Pierwszą wystawę swojej twórczości malarskiej miał w Zgorzelcu w 1920 roku. Jako ponad 20-letni człowiek odnalazł swoją przynależność do narodu serbołużyckiego i postanowił poświęcić mu całe swoje życie. 

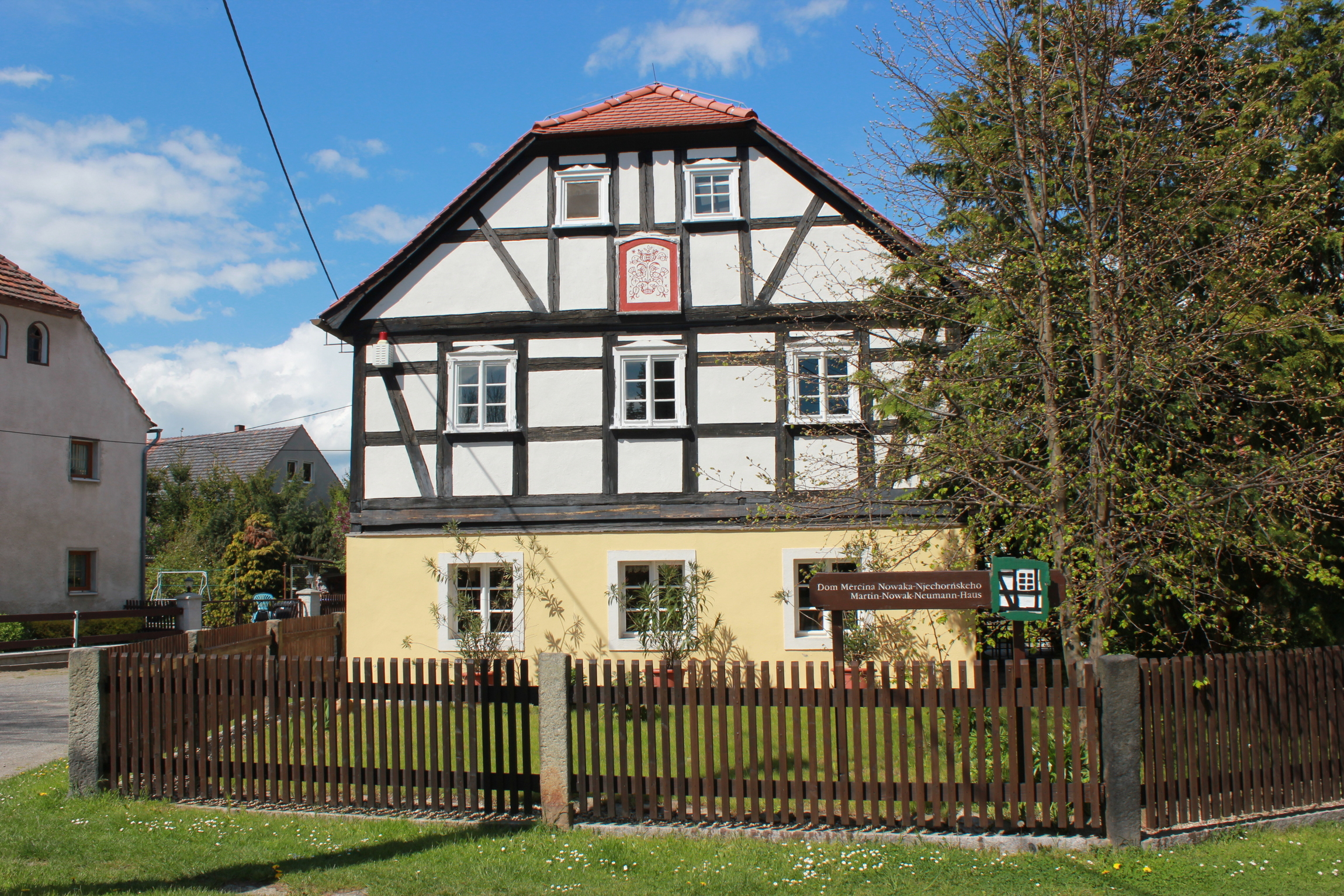
Dom narodzin w Njerchorniu

W okresie 20-lecia międzywojennego redaktor czasopism serbołużyckich m.in. "Serbski Student", "Sokołske Listy", "Serbske Nowiny". W latach 1935-39 współpracownik Związku Polaków w Niemczech. Ilustrator i współredaktor czasopisma "Młody Polak w Niemczech". Polonofil i słowianofil. Człowiek bardzo kontrowersyjny. W okresie powojennym zwolennik idei socjalistycznej. Po wojnie redaktor naczelny czasopism: "Nowej Doby" oraz czasopisma kulturalnego "Rozhladu". Autor reportaży, bajek alegorycznych, opowiadań. Publikował pod pseudonimami Njechorński, Wohnjoš, Bobak. Jako pisarz niezwykle płodny. Bardzo czynny i utalentowany jako dziennikarz. Działacz narodowy w okresie przed- i powojennym. W latach 30. za artykuły o treści patriotycznej dwukrotnie więziony. W czasie II wojny światowej wcielony do Wehrmachtu. Odznaczony m.in. Orderem Zasług dla Ojczyzny.
Jego styl artystyczny był inspirowany folklorem serbołużyckim. Tak w malarstwie, jak i w literaturze preferował małe formy. Twórca narodowego stylu serbołużyckiego w malarstwie i rysunku. W jego domu w Njechorniu znajduje się muzeum poświęcone jego życiu i twórczości.
W 1980 roku otrzymał Order Uśmiechu.

## Dorobek literacki
- Ruskie byliny. Praha 1927
- Po serbskich pućach. Budyšin 1936
- Wusaty Krjepjel a druhe bajki. Budyšin 1950
- Wuknimy dolnoserbski. Krótki kurs delnjoserbšćiny za hornjołužiskich Serbow. Budyšin 1952
- Zapiski Bobaka. Budyšin 1952
- Serbski Wšudźebył. Budyšin 1954
- Mišter Krabat. Budyšin 1954, wydane w Polsce pod tytułem "Mistrz Krabat. Dobry łużycki czarodziej", Wyd. Śląsk, Katowice 1979
- Kołowokoło Błotow. Budyšin 1957
- Bołharske podlěćo. Budyšin 1958
- Wot wčerawša na jutřiše. Budyšin 1960
- Molerjo, spěwarjo, podróżnicy. Budyšin 1961
- Pod Pamirom a za Kaukazom. Budyšin 1961
- Baćon a žaby a druhe bajki. Budyšin 1967